# Hel·le
Segons la mitologia grega, Hel·le (en grec antic: Έλλη) va ser una heroïna, filla d'Atamant, rei d'Orcomen, i de la nimfa Nèfele.
Hel·le va fugir amb el seu germà Frixos, que vagaven per un bosc quan la seva mare els va trobar i els va donar el moltó del velló d'or, fill de Posidó i de Teòfane, i que havia de salvar-los de la mort i de l'odi de la seva madrastra Ino. Van marxar volant cap a la Còlquida, on havien de sacrificar el moltó en homenatge a Ares.
Però, en passar pel damunt dels Dardanels, ella va caure al mar, que, en record seu, va prendre el nom d'Hel·lespont. Frixos ca arribar a la Còlquida on regnava Eetes, va sacrificar el moltó i va penjar la seva pell en un arbre, on la custodiava un drac. Una altra versió de la llegenda diu que Hel·le no va morir, sinó que en caure al mar la va recollir Posidó i la va salvar. El déu se'n va enamorar i la va fer mare de Pèon, Edó i Almops. Tucídides parla de les regions de Peònia, Edoea i Almòpia, a Macedònia, que haurien estat fundades per aquests herois.